# Donta Hall
Donta Hall (Luverne, Alabama, 7 de agosto de 1997) es un baloncestista estadounidense, con pasaporte azerbaiyano, que pertenece a la plantilla del Olympiacos B.C. de la A1 Ethniki. Con 2,06 metros de estatura, juega en la posición de ala-pívot.

## Trayectoria deportiva

### Universidad
Jugó cuatro temporadas con los Crimson Tide de la Universidad de Alabama, en la que promedió 7,5 puntos, 6,3 rebotes y 1,7 tapones  por partido. En sus dos últimas temporadas fue incluido en el mejor quinteto defensivo de la Southeastern Conference.

### Profesional
Tras no ser elegido en el Draft de la NBA de 2019, se unió a los Detroit Pistons para disputar las Ligas de Verano de la NBA, con los que jugó cinco partidos, en los que promedió 6,0 puntos, 5,4 rebotes y 2,2 tapones. Disputó posteriormente la pretemporada con los Pistons, pero fue descartado para la plantilla final, siendo asignado a su filial en la G League, los Grand Rapids Drive.
El 22 de febrero de 2020 firmó un contrato por diez días con los Pistons.
El 13 de abril de 2021 firmó un contrato de diez días con los Orlando Magic de la NBA.
El 6 de agosto de 2021 firma por el AS Mónaco Basket de la LNB.
El 23 de julio de 2024 se comprometió por dos temporadas con el Saski Baskonia de la Liga ACB española.
El 16 de julio de 2025 el Olympiacos B.C. de la A1 Ethniki pagó la cláusula de rescisión de 500.000 euros al Baskonia, firmando por dos temporadas y una más opcional con el equipo griego.

## Estadísticas de su carrera en la NBA

### Temporada regular
| Año     | Equipo   | PJ | PT | MPP  | %TC  | %3P | %TL  | RPP | APP | ROB | TPP | PPP |
| ------- | -------- | -- | -- | ---- | ---- | --- | ---- | --- | --- | --- | --- | --- |
| 2019-20 | Detroit  | 4  | 0  | 12.0 | .250 | —   | .667 | 3.8 | .5  | .3  | .3  | 1.5 |
| 2019-20 | Brooklyn | 5  | 0  | 17.0 | .778 | —   | .417 | 4.6 | .4  | .4  | 1.0 | 6.6 |
| Total   | Total    | 9  | 0  | 14.8 | .682 | —   | .500 | 4.2 | .4  | .3  | .7  | 4.3 |

### Playoffs
| Año   | Equipo   | PJ | PT | MPP | %TC  | %3P | %TL  | RPP | APP | ROB | TPP | PPP |
| ----- | -------- | -- | -- | --- | ---- | --- | ---- | --- | --- | --- | --- | --- |
| 2020  | Brooklyn | 3  | 0  | 6.7 | .600 | —   | .250 | 1.7 | .0  | .0  | .7  | 2.3 |
| Total | Total    | 3  | 0  | 6.7 | .600 | —   | .250 | 1.7 | .0  | .0  | .7  | 2.3 |